# Mała Wilcza Góra
Mała Wilcza Góra (dawniej niem. Kleine Wolfs Berg) (665 m n.p.m.) – niezbyt wybitna góra w Sudetach Wschodnich w Górach Złotych.

## Położenie
Znajduje się w niewielkim grzbiecie odchodzącym ku południu od wierzchołka Wilczej Góry.

## Budowa geologiczna
Zbudowana ze skał metamorficznych - łupków łyszczykowych, należących do metamorfiku Lądka i Śnieżnika.

## Roślinność
Cały masyw porośnięty jest lasami świerkowymi i mieszanymi dolnego regla.

## Turystyka
Przez Małą Wilczą Górę przechodzi szlak turystyczny:
- niebieski - z Barda do Lądka-Zdroju.